# Movies that Matter Festival
Het Movies that Matter Festival (voorheen het Amnesty International Film Festival) is een jaarlijks internationaal film- en debatfestival van de geëngageerde film in Den Haag. 

## Film en debat
Het festival biedt een podium aan speelfilms en documentaires over mensenrechten en een rechtvaardige, duurzame samenleving. Bij de meeste filmvertoningen worden er uitgebreide verdiepingsprogramma's gepresenteerd; debatten, Q&A-sessies, workshops, talkshows, seminars en masterclasses met onder andere filmmakers en mensenrechtenactivisten uit de hele wereld.

## Competities en prijzen
Movies that Matter heeft 7 competitieprogramma's. Per competitie kiest een internationale vakjury één winnaar:
- Activist voor de beste film over mensenrechtenactivisten van over de hele wereld.

(Mogelijk gemaakt door Ministerie van Buitenlandse Zaken en de Nationale Postcode Loterij)
- Camera Justitia voor de beste film waarin het recht of rechtvaardigheid centraal staat.

(Mogelijk gemaakt door Gemeente Den Haag en het vFonds)
- Dutch Movies Matter voor de beste film van Nederlandse bodem.

Prijs: 5.000 euro (Mogelijk gemaakt door VEVAM, de auteursrechtenorganisatie voor regisseurs)
- Grand Jury Documentary voor het beste documentaire.

Prijs: 5.000 euro (Mogelijk gemaakt door HUMAN)
- Grand Jury Fiction voor de beste fictiefilm.

Prijs: 5.000 euro
- Shorts voor de beste korte film.

Prijs: 1.500 euro 
- Students Choice voor de beste film, gekozen door een studentenjury van Universiteit Leiden.

Daarnaast zijn er nog andere prijzen die tijdens het festival worden uitgereikt:
- Audience Award / Publieksprijs mogelijk gemaakt door ASN Bank voor de favoriete film van het publiek.

Prijs: 5.000 euro
- Educatie Award voor de beste educatieve film.

## Movies that Matter
Stichting Movies that Matter, opgericht in maart 2006, nam de activiteiten van het Amnesty International Film Festival over en breidde deze uit, in binnen- en buitenland. Naast het jaarlijkse festival, biedt Movies that Matter On Tour maandelijks film en debat in zo’n zestien Nederlandse steden, verzorgt het educatieprogramma filmlessen over mensenrechten en helpt International Support films over mensenrechten vertoond te krijgen in de meerderheidswereld en daar waar mensenrechten en/of de persvrijheid in het geding is. 
Tot 2015 was Taco Ruighaver artistiek directeur. Hij werd opgevolgd door Dirk van der Straaten. Sinds 2019 is Margje de Koning artistiek directeur van de stichting.